# Chłopiatyn (gmina)
Chłopiatyn (do 1951 Bełz) – dawna gmina wiejska istniejąca w latach 1951–1954 w woj. lubelskim. Siedzibą gminy był Chłopiatyn.
W 1920 roku jednostkowa gmina Chłopiatyn stała się jedną z gmin powiatu sokalskiego w woj. lwowskim. 1 sierpnia 1934 roku jednostka weszła w skład nowo utworzonej zbiorowej gminy Bełz (w tymże powiecie i województwie), którą w 1944 roku przyłączono do powiatu hrubieszowskiego w woj. lubelskim.
Gminę zbiorową Chłopiatyn utworzono dopiero 26 listopada 1951 roku w woj. lubelskim, w powiecie hrubieszowskim, po przeniesieniu siedziby gminy Bełz z Bełza do Chłopiatyna i zmianie nazwy jednostki na gmina Chłopiatyn. Przyczyną tego manewru było odstąpienie Związkowi Radzieckiemu większej części gminy Bełz (wraz z jej siedzibą - Bełzem) w ramach umowy o zamianie granic z 1951 roku. 1 lipca 1952 roku gmina Chłopiatyn składała się z 6 gromad: Budynin, Chłopiatyn, Machnówek, Myców, Oserdów i Wyżłów. W praktyce gmina Chłopiatyn powstała z zaledwie 1/4 obszaru gminy Bełz w granicach 1945–51.
Gmina została zniesiona 29 września 1954 roku wraz z reformą wprowadzającą gromady w miejsce gmin. W praktyce oznaczało to przekształcenie gminy Chłopiatyn w gromadę Chłopiatyn bez jakichkolwiek zmian terytorialnych.
Jednostki nie przywrócono 1 stycznia 1973 roku po reaktywowaniu gmin.